# Erberto I di Vermandois
Erberto I di Vermandois (850 circa – 6 novembre 907) fu conte di Vermandois e di Meaux e signore di Peronne, Senlis e San Quintino.

## Origine
Secondo il cronista Reginone, era il figlio terzogenito del conte del Vermandois, signore di Senlis e Peronne e conte di San Quintino, Pipino di Vermandois (figlio del re d'Italia, Bernardo I, a sua volta figlio del re d'Italia, Pipino I e di Cunegonda (ca.800- dopo l'835), di identità disputata) e di una discendente dei Pipinidi, che discendevano da Childebrando, fratellastro di Carlo Martello, molto probabilmente era figlia di Teodorico VII (discendente di Nibelungo I, figlio illegittimo del citato Childebrando).

## Biografia
Di Eriberto si ha notizia che, nell'877, si trovava alla corte del re dei Franchi occidentali, Carlo il Calvo.
Eriberto, nell'886, divenne conte di Soissons, poi secondo Christian Settipani, tra l'888 e l'889, divenne abate di St Crépin, Conte di Meaux e di Madrie.
Erberto era partigiano dei carolingi e, nell'892, con l'arcivescovo di Reims, Folco il Venerabile, ed il conte di Fiandra, Baldovino II organizzò la fronda contro il re dei Franchi occidentali, Oddone.
Poi, approfittando dell'assenza di Oddone che era impegnato in Aquitania, con Folco il Venerabile, partecipò alla congiura che portò Carlo il Semplice ad essere incoronato come Carlo III re dei Franchi occidentali, a Reims, il 28 gennaio 893.
Nell'896 divenne conte di Vermandois succedendo a Teodorico della dinastia dei Nibelungi, probabilmente suo prozio da parte di sua madre.
In quello stesso anno, Erberto era stato assediato nelle sue proprietà dal re dei Franchi occidentali, Oddone e Rodolfo, il fratello del conte delle Fiandre, Baldovino II, che era al seguito di Oddone, ne approfittò per acquisire alcune proprietà di Erberto, che riappacificatosi con Oddone riottenne le sue proprietà, per cui entrò in conflitto con Rodolfo e nei combattimenti, che ne seguirono, Erberto uccise Rodolfo.
Nell'897, dopo che sua figlia Beatrice era stata data in moglie ad un robertingio, il fratello del re dei Franchi occidentali, Oddone, il conte di Parigi e Marchese di Neustria contro i Bretoni, Roberto(860 oppure 866- 15 giugno 923), i suoi rapporti con re Oddone migliorarono.
Nell'898, Eriberto era invece tra i fedelissimi del nuovo re, Oddone, fratello di suo cognato, Roberto, futuro re di Francia, tanto che non fu tra coloro che, a Reims, acclamarono re Carlo il Semplice.
Negli anni a seguire Erberto, conte di Vermandois, di Meaux, di Soissons e di Madrie, ereditando altri possedimenti della casa dei Nibelungi, divenne conte di Vexin e signore di Peronne, Senlis e San Quintino.
Erberto morì nel novembre del 907, ucciso da uno sgherro del conte delle Fiandre, Baldovino II, che aveva attaccato il Vermandois, per vendicare il fratello, Rodolfo.

## Discendenza
Della moglie di Erberto non si conoscono gli ascendenti e secondo il Settipani il nome poteva essere Liutgarda, deducendolo da un documento che accenna ad una contessa Liugarda, moglie di Erberto e da un cartolario di Reims, che cita la morte della contessa Liutgarda, mentre secondo altri il nome era Berta de Morvois. Comunque Erberto dalla moglie ebbe quattro figli:
- Erberto II (880-23 febbraio 943), conte di Vermandois;
- Beatrice (880 circa-dopo il 26 marzo 931), moglie, nell'897, dell'antenato dei capetingi, il robertingio Roberto, il futuro re di Francia, Roberto I[21];
- Adele che sposò il Corradinide, Gebhard conte di Ufgau ( † 15 gennaio 947);
- Cunegonda (890 circa-dopo il 943), che sposò il Corradinide, Udo conte di Wetterau (quando il cronista, Flodoardo, parla del vescovo di Reims, Ugo, dice che quest'ultimo era nipote, figlio del fratello, della moglie di Udo)[22].

## Ascendenza
|                         |   |                   | Genitori |  |  | Nonni |  |  | Bisnonni        |  |  | Trisnonni   |  |
|                         |   |                   |          |  |  |       |  |  | Pipino d'Italia |  |  | Carlo Magno |  |
|                         |   |                   |          |  |  |       |  |  | Pipino d'Italia |  |  | Carlo Magno |  |
|                         |   | Ildegarda         |          |  |  |       |  |  | Pipino d'Italia |  |  |             |  |
| Bernardo d'Italia       |   |                   |          |  |  |       |  |  | Pipino d'Italia |  |  |             |  |
|                         |   | Cunegonda di Laon | …        |  |  |       |  |  |                 |  |  |             |  |
|                         |   | Cunegonda di Laon | …        |  |  |       |  |  |                 |  |  |             |  |
|                         |   | Cunegonda di Laon | …        |  |  |       |  |  |                 |  |  |             |  |
| Pipino I di Vermandois  |   | Cunegonda di Laon |          |  |  |       |  |  |                 |  |  |             |  |
|                         |   | …                 | …        |  |  |       |  |  |                 |  |  |             |  |
|                         |   | …                 | …        |  |  |       |  |  |                 |  |  |             |  |
|                         |   | …                 | …        |  |  |       |  |  |                 |  |  |             |  |
| Cunegonda               |   | …                 |          |  |  |       |  |  |                 |  |  |             |  |
|                         |   | …                 | …        |  |  |       |  |  |                 |  |  |             |  |
|                         |   | …                 | …        |  |  |       |  |  |                 |  |  |             |  |
|                         |   | …                 | …        |  |  |       |  |  |                 |  |  |             |  |
| Erberto I di Vermandois |   | …                 |          |  |  |       |  |  |                 |  |  |             |  |
|                         | … | …                 |          |  |  |       |  |  |                 |  |  |             |  |
|                         | … | …                 |          |  |  |       |  |  |                 |  |  |             |  |
|                         | … | …                 |          |  |  |       |  |  |                 |  |  |             |  |
| …                       | … |                   |          |  |  |       |  |  |                 |  |  |             |  |
|                         |   | …                 | …        |  |  |       |  |  |                 |  |  |             |  |
|                         |   | …                 | …        |  |  |       |  |  |                 |  |  |             |  |
|                         |   | …                 | …        |  |  |       |  |  |                 |  |  |             |  |
| …                       |   | …                 |          |  |  |       |  |  |                 |  |  |             |  |
|                         |   | …                 | …        |  |  |       |  |  |                 |  |  |             |  |
|                         |   | …                 | …        |  |  |       |  |  |                 |  |  |             |  |
|                         |   | …                 | …        |  |  |       |  |  |                 |  |  |             |  |
| …                       |   | …                 |          |  |  |       |  |  |                 |  |  |             |  |
|                         |   | …                 | …        |  |  |       |  |  |                 |  |  |             |  |
|                         |   | …                 | …        |  |  |       |  |  |                 |  |  |             |  |
|                         |   | …                 | …        |  |  |       |  |  |                 |  |  |             |  |
|                         |   | …                 |          |  |  |       |  |  |                 |  |  |             |  |

### Fonti primarie
- (LA)  Monumenta Germaniae Historica, Scriptores, tomus I.
- (LA)  Monumenta Germaniae Historica, Scriptores, tomus II.
- (LA)  Monumenta Germaniae Historica, Scriptores, tomus IX.
- (LA)  Cartulaire de l'Abbaye de Saint-Bertin: Cartolarium Sithiense.

### Letteratura storiografica
- René Poupardin, I regni carolingi (840-918), in «Storia del mondo medievale», vol. II, 1979, pp. 583–635
- Louis Halphen, Francia: gli ultimi Carolingi e l'ascesa di Ugo Capeto (888-987), in «Storia del mondo medievale», vol. II, 1979, pp. 636–661